# 本間勇輔
本間 勇輔（ほんま ゆうすけ、1952年6月6日 - ）は、日本の作曲家、歌手である。福岡県八幡市（現北九州市八幡）出身。早稲田大学商学部卒業。

## 来歴・人物
地元に置かれた八幡製鉄サッカー部の宮本輝紀の大ファンで、高校から本格的にサッカー始める。サッカーを続けるつもりで早稲田大学に進んだが、足のケガの影響やアルバイトが必要になったことでサッカーはやめ、早稲田大学の名門バンドサークル「ザ・ナレオ」に所属しヴォーカルを担当する。
フジテレビ系列で放送される番組を手がけることが多く、『ひらけ!ポンキッキ』『ポンキッキーズ』の音楽スタッフの一員として、自ら「ジャンケンパラダイス」「トンガリたいそう」「かくれんぼうさぎ」などを作曲し歌う。ドラマ『古畑任三郎』や『FNNスーパーニュース』などのテーマ曲、テレビ東京の『開運!なんでも鑑定団』で鑑定中に流れるBGMも本間による作曲。
劇伴作家としては、1985年にフジテレビ系日曜朝の『勝手に!カミタマン』に携わったのが最初であり、それ以後は『東映不思議コメディーシリーズ』を初めとして特撮、ドラマ、アニメ、映画を中心に活動する。
音楽を生業としサッカーは縁遠いものとなっていたが1980年代初め、サッカーへの思いが呼び覚まされ指導者ライセンスを取得し、サッカーの指導を始める。SC大阪エルマーノのコーチの後、2008年9月から2012年6月まで、セレッソ大阪のスタジアムマスターに就任、2009年2月18日に「セレッソ大阪アンセム」を発売している。
2015年より長崎県長崎市野母崎町に移住し音楽活動を通じて野母崎地区の地域活性化に寄与する活動を開始している。

## 作品

### ドラマ
NHK
- 2000年 - 朝の連続テレビ小説「私の青空」
- 2002年 - ロッカーのハナコさん
- 2003年 - 帰ってきたロッカーのハナコさん

TBS
- 2004年 - 奥さまは魔女

フジテレビ系列
特記の無い限り全てフジテレビ制作。
- ひらけ!ポンキッキ
  - 1982年 - かくれんぼうさぎ（楽曲）
  - 1984年 - ジャンケンパラダイス（楽曲）
  - 1987年 - ふねがゆく（楽曲）
  - 1987年 - そらとぶなかま（楽曲）
  - 1990年 - トンガリたいそう（楽曲）
- 東映不思議コメディーシリーズ（フジテレビ・東映）
  - 1985年 - 勝手に!カミタマン
  - 1987年 - おもいっきり探偵団 覇悪怒組
  - 1988年 - じゃあまん探偵団 魔隣組
  - 1989年 - 魔法少女ちゅうかなぱいぱい!、魔法少女ちゅうかないぱねま!
  - 1990年 - 美少女仮面ポワトリン
  - 1991年 - 不思議少女ナイルなトトメス
  - 1992年 - うたう!大龍宮城
  - 1993年 - 有言実行三姉妹シュシュトリアン
- 共同テレビ作品
  - 1990年 - 世にも奇妙な物語（～1991年、数エピソード）
  - 1994年 - 古畑任三郎シリーズ
  - 1994年 - 名探偵 明智小五郎
  - 1996年 - コーチ
  - 1997年 - いいひと。
  - 1997年 - こんな恋のはなし
  - 1998年 - ソムリエ（関西テレビ）
  - 1998年 - ニュースの女
  - 1998年 - 今夜、宇宙の片隅で
  - 2001年 - 女子アナ。
  - 2001年 - 私を旅館に連れてって
  - 2003年 - ダイヤモンドガール
  - 2003年 - 僕の生きる道（関西テレビ）
  - 2004年 - 僕と彼女と彼女の生きる道（関西テレビ）
  - 2006年 - 僕の歩く道（関西テレビ）
  - 2008年 - モンスターペアレント（関西テレビ）
- 1985年 - TVオバケてれもんじゃ（フジテレビ・東映）
- 1995年 - まだ恋は始まらない
- 2007年 - ファースト・キス
- 2014年 - 素敵な選TAXI（関西テレビ）

### アニメ
- 1987年 - のらくろクン（フジテレビ・スタジオぴえろ）[3]
- 1988年 - おそ松くん（フジテレビ・スタジオぴえろ）[4]
- 1988年 - ひみつのアッコちゃん（フジテレビ・東映）
- 1988年 - 名門!第三野球部（フジテレビ・NAS）
- 1990年 - たんけんゴブリン島（NHK）
- 1990年 - 平成天才バカボン（フジテレビ・スタジオぴえろ）[5]
- 1991年 - おれは直角（フジテレビ・スタジオぴえろ）[6]
- 1991年 - 丸出だめ夫（フジテレビ・スタジオぴえろ）[7]
- 1992年 - 幽☆遊☆白書（フジテレビ・スタジオぴえろ）[8]
- 1992年 - ノンタンといっしょ（フジテレビ・スタジオぴえろ）[9]
- 1994年 - 蒼き伝説シュート! （フジテレビ・東映）
- 1994年 - とっても!ラッキーマン（テレビ東京・スタジオぴえろ）[10]
- 1995年 - NINKU -忍空-（フジテレビ・スタジオぴえろ）[11]
- 1995年 - ふしぎ遊戯（テレビ東京・スタジオぴえろ）[12]
- 1996年 - はじめ人間ゴン（NHK・スタジオぴえろ）[13]
- 1997年 - 烈火の炎（フジテレビ・スタジオぴえろ）[14]
- 1999年 - GTO（フジテレビ・スタジオぴえろ）[15]
- 2007年 - 大江戸ロケット（毎日放送、UHF各局）[16]

### ニュース・情報番組
- 1997年 - 『THE THEME FROM SUPERNIGHT』（フジテレビ・関西テレビ「スーパーナイト」テーマ曲）
- 1998年 - 『The THEME from SUPER NEWS』（フジテレビ「FNNスーパーニュース」富山テレビ「BBTニュース」テーマ曲）
- 2000年 -『Best Time』（TBS「ベストタイム」テーマ曲）、 『The Evening News Theme』（TBS「JNNニュースの森」テーマ曲）
- 2002年 - 「FNNスーパーニュース」5時台テーマ曲（フジテレビ）
- 2003年 - 「ウォッチ!」テーマ曲（TBS）
- 2016年 - 「なるほど 実感報道ドドド!」（2018年度からは「実感ドドド!」）テーマ曲（NHK九州沖縄ブロック）

### 映画
- 1987年 - 名門!多古西応援団（東映）
- 1989年 - ひみつのアッコちゃん 海だ!おばけだ!!夏祭り（東映）
- 1993年 - 幽☆遊☆白書（フジテレビ・スタジオぴえろ）[17]
- 1994年 - 幽☆遊☆白書 冥界死闘篇 炎の絆（東映・スタジオぴえろ）[18]
- 1999年 - メッセンジャー（東宝）
- 2004年 - 笑の大学（東宝）
- 2005年 - THE 有頂天ホテル（東宝）
- 2007年 - バブルへGO!! タイムマシンはドラム式（東宝）
- 2011年 - 僕と妻の1778の物語（東宝）

### スポーツ
- 2008年〜 - セレッソ大阪『Cerezo Anthem』
- 2009年〜 - セレッソ大阪『CEREZO（さくら）満開』

## 受賞歴
1995年
- 第7回ザテレビジョンドラマアカデミー賞 ザテレビジョン特別賞（劇中音楽）（『まだ恋は始まらない』）
- 第36回ザテレビジョンドラマアカデミー賞 劇中音楽賞（『僕の生きる道』）